# Desa Kertamukti (administrativ by i Indonesien, lat -7,80, long 108,37)
Desa Kertamukti är en administrativ by i Indonesien.   Den ligger i provinsen Jawa Barat, i den västra delen av landet, 240 km sydost om huvudstaden Jakarta.